# Stemona

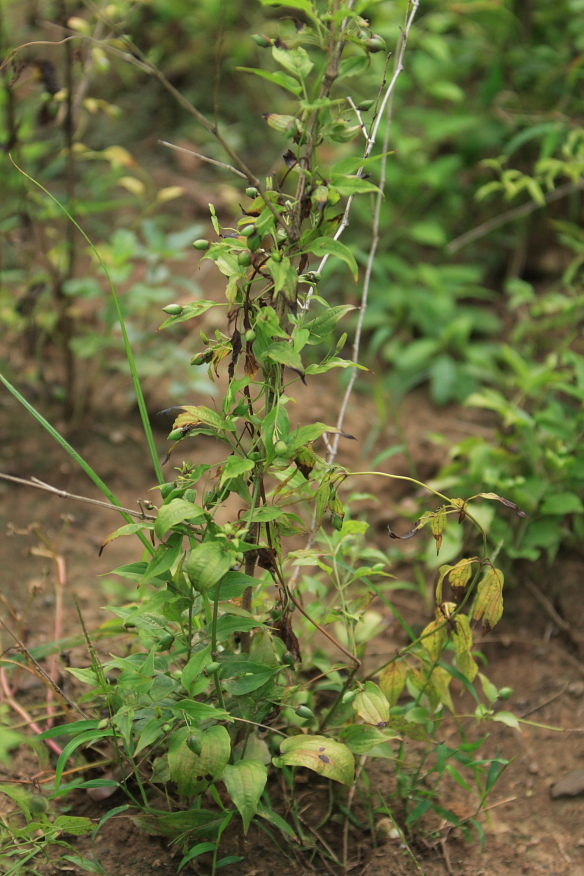
Stemona japonica

Stemona Lour. – rodzaj wieloletnich roślin z rodziny Stemonaceae, obejmujący 22 gatunki, występujące w Indiach, Chinach, Japonii, Azji Południowo-Wschodniej i północnej Australii. Rośliny z tego rodzaju wytwarzają specyficzne, farmakoaktywne alkaloidy, w tym tuberostemoninę.

## Morfologia
PokrójPółkrzewy lub pnącza.
KorzenieBulwiaste, wrzecionowate, mięsiste.
ŁodygaWzniesiona, pnąca lub płożąca.
LiścieUlistnienie okółkowe, naprzeciwległe lub naprzemianległe, błyszczące. Liście u nasady ogonka tworzą poduszkę.
KwiatyKwiaty zebrane w wierzchotkowaty kwiatostan wyrastający z pachwiny liścia, rzadziej z ogonka liściowego lub żeberka. Okwiat pojedynczy, o listkach lancetowatych, o długości do 6 cm. Pręciki wzniesione, osadzone u podstawy listków okwiatu, o nitkach wolnych lub złączonych u nasady. Główki pręcików z pylnikami osadzonymi brzusznie do nasady łącznika przedłużonego do okwiatopodobnego, równowąsko-lancetowatego, długiego wyrostka. Zalążnia górna.
OwoceJajowata do podługowatej torebka. Nasiona podługowate, żeberkowane, zawieszone na długim sznureczku z elajosomem w postaci pęcherzykowatych włosków.

## Biologia i ekologia
RozwójWieloletnie geofity lub helofity, rzadziej pnącza lub chamefity. Kwitną Kwiaty emitują zapach padliny lub sera. Są zapylane przez muchówki.
SiedliskoZacienione miejsca wzdłuż strumieniu w wilgotnych lasach równikowych.
Cechy fitochemiczneRośliny z rodzaju Stemona wytwarzają strukturalnie zróżnicowane alkaloidy, z grupy stenin (przede wszystkim tuberostemoninę), stemoamidów, tuberostemospironin, stemoamin i parwistemolin. W korzeniach Stemona tuberosa obecne są również glikozydy dwubenzylowe (stilbosteminy) o działaniu neuroprotekcyjnym.

## Systematyka
Pozycja systematyczna według Angiosperm Phylogeny Website (aktualizowany system APG IV z 2016)Należy do rodziny Stemonaceae, w rzędzie pandanowców (Pandanales)  zaliczanych do jednoliściennych (monocots).
Gatunki
| - Stemona angusta I.R.H.Telford - Stemona aphylla Craib - Stemona australiana (Benth.) C.H.Wright - Stemona burkillii Prain - Stemona cochinchinensis Gagnep. - Stemona collinsiae Craib - Stemona curtisii Hook.f. - Stemona griffithiana Kurz - Stemona hutanguriana Chuakul - Stemona japonica (Blume) Miq. - Stemona javanica (Kunth) Engl. | - Stemona kerrii Craib - Stemona kurzii Prain - Stemona lucida (R.Br.) Duyfjes - Stemona mairei (H.Lév.) K.Krause - Stemona parviflora C.H.Wright - Stemona phyllantha Gagnep. - Stemona pierrei Gagnep. - Stemona prostrata I.R.H.Telford - Stemona sessilifolia (Miq.) Miq. - Stemona squamigera Gagnep. - Stemona tuberosa Lour. |

## Zastosowanie
Rośliny leczniczeKorzenie rośliny Stemona tuberosa są od starożytności stosowane w tradycyjnej medycynie chińskiej. Surowiec, radix stemonae, aplikowany jest w chorobach układu oddechowego, przede wszystkim w ostrym i przewlekłym kaszlu, krztuścu i gruźlicy, a także chorobach pasożytniczych, przede wszystkim owsicy i wszawicy. Współczesne badania farmakologiczne wykazały, że alkaloidy i dwubenzyle zawarte w tych roślinach wykazują działanie antybakteryjne, antygrzybicze, owadobójcze, przeciwrobacze, przeciwkaszlowe i rozszerzające oskrzela (relaksujące mięśnie gładkie dróg oddechowych).